# Acústico MTV: Zeca Pagodinho
Acústico MTV: Zeca pagodinho é o segundo álbum ao vivo do cantor e compositor brasileiro Zeca Pagodinho, lançado em 2003 em CD e DVD, seu primeiro projeto acústico pela MTV Brasil, contendo 20 faixas de seus maiores sucessos. Em 2020, a revista Rolling Stone Brasil o elegeu como um dos 11 melhores Acústicos MTV brasileiros de todos os tempos.

## Lista de faixas

#### CD
| N.º            | Título                                                                        | Compositor(es)                                                    | Duração |  |
| 1.             | "Pot-Pourri: Quando Eu Contar (Iaiá)/Brincadeira Tem Hora"                    | Serginho Meriti, Beto Sem Braço / Beto Sem Braço - Zeca Pagodinho | 4:28    |  |
| 2.             | "Patota de Cosme"                                                             | Nilson Bastos, Carlos Sena                                        | 3:21    |  |
| 3.             | "Lama nas Ruas"                                                               | Zeca Pagodinho, Almir Guineto                                     | 5:04    |  |
| 4.             | "Maneiras"                                                                    | Sylvio da Silva                                                   | 3:34    |  |
| 5.             | "O Penetra"                                                                   | Zé Roberto                                                        | 4:16    |  |
| 6.             | "Lá Vai Marola"                                                               | Serginho Meriti, Claudinho Guimarães                              | 3:32    |  |
| 7.             | "Comunidade Carente"                                                          | Barbeirinho do Jacarezinho, Luiz Grande, Marcos Diniz             | 2:41    |  |
| 8.             | "Maneco Telecoteco"                                                           | Marques, Roberto Lopes                                            | 3:04    |  |
| 9.             | "Vacilão"                                                                     | Zé Roberto                                                        | 3:57    |  |
| 10.            | "Não Sou Mais Disso"                                                          | Zeca Pagodinho, Jorge Aragão                                      | 3:37    |  |
| 11.            | "Pot-Pourri: Vai Vadiar / Coração em Desalinho" (com Velha Guarda da Portela) | Monarco, Alcino Corrêa / Mauro Diniz - Ratinho                    | 5:09    |  |
| 12.            | "Alto Lá"                                                                     | Zeca Pagodinho, Arlindo Cruz, Sombrinha                           | 3:38    |  |
| 13.            | "Pago Pra Ver"                                                                | Nelson Rufino, Toninho Geraes                                     | 3:43    |  |
| 14.            | "Jura"                                                                        | Sinhô                                                             | 2:51    |  |
| 15.            | "Seu Balancê"                                                                 | Toninho Geraes, Paulinho Rezende                                  | 3:37    |  |
| 16.            | "Posso Até Me Apaixonar"                                                      | Dudu Nobre                                                        | 3:39    |  |
| 17.            | "Caviar"                                                                      | Barbeirinho do Jacarezinho, Luiz Grande, Mauro Diniz              | 2:45    |  |
| 18.            | "Samba pras Moças"                                                            | Roque Ferreira, Grazielle                                         | 4:20    |  |
| 19.            | "Verdade"                                                                     | Nelson Rufino, Carlinhos Santana                                  | 4:31    |  |
| 20.            | "Deixa a Vida Me Levar"                                                       | Serginho Meriti, Eri do Cais                                      | 3:41    |  |
| Duração total: | Duração total:                                                                | Duração total:                                                    | 75:28   |  |

#### DVD
1. Quando Eu Contar (Iaiá)/Brincadeira tem Hora
2. Patota de Cosme
3. Lama nas Ruas
4. Maneiras
5. O Penetra
6. Lá Vai Marola
7. Comunidade Carente
8. Chico não Vai na Corimba/Vou Botar teu Nome na Macumba
9. Faixa Amarela
10. Maneco Telecoteco
11. Vacilão
12. Não Sou Mais Disso
13. Saudade Louca
14. Corri pra Ver (part. Velha Guarda da Portela)
15. O Sonho não Acabou/Vivo Isolado do Mundo (part. Velha Guarda da Portela)
16. Vai Vadiar/Coração em Desalinho (part. Velha Guarda da Portela)
17. Alto Lá
18. Pago pra Ver
19. Jura
20. Seu Balancê
21. Posso Até me Apaixonar
22. Caviar
23. Samba pras Moças
24. Verdade
25. Deixa A Vida me Levar
26. Moro na Roça (part. Arlindo Cruz)

## Músicos participantes

#### Base
- Paulão – assistência da direção musical e violão 6 cordas
- Carlinhos 7 Cordas – violão 7 cordas
- Alfredo Galhões – piano
- Mauro Diniz e Galeto – cavaquinhos
- Henrique Cazes – cavaquinho, violão e viola caipira
- Marcílio Lopes – bandolim e violão tenor
- Lu Chart – baixolão
- Jorge Gomes – bateria

#### Percussão
- Gordinho – surdo e frigideira
- Marcos Esguleba – tantã, caixa, tamborim, repique, efeitos especiais e agogô
- Felipe de Angola – atabaque, reco-reco, caixa e tamborim
- Uraci Cardoso (Ura) – surdo, reco-reco, agogô, caixa e tamborim
- Jaguara – pandeiro, caixa, atabaque e tamborim
- Maia – caixeta, chique, agogô, tamborim e caixa
- Macalé – pandeiro, caixa, tamborim e triângulo

#### Metais
- Eduardo Neves – flauta e sax
- Dirceu Leite – flauta, sax e flautim
- Rui Alvim – clarinete e clarone
- Nelsinho e Newton Rodrigues – trompetes
- Roberto Marques – trombone

#### Cordas
- Bernado Bessler, Michel Bessler, João Daltro, Antonella Pareschi, Walter Hack, Carlos Hack, José Rogério Rosa e Paschoal Perrota – violinos
- Chirstine Springuel e Jesuina Passaroto – violas
- Marcus Oliveira e Iura Ranevsky – cellos

#### Coro
- Rixxa
- Oswaldo Cavalo
- Dinorah
- Zélia, Isabel
- Ircéa
- Patrícia Hora
- Jurema de Cândida
- Leonardo Bruno